# Constitution polonaise d'avril 1935

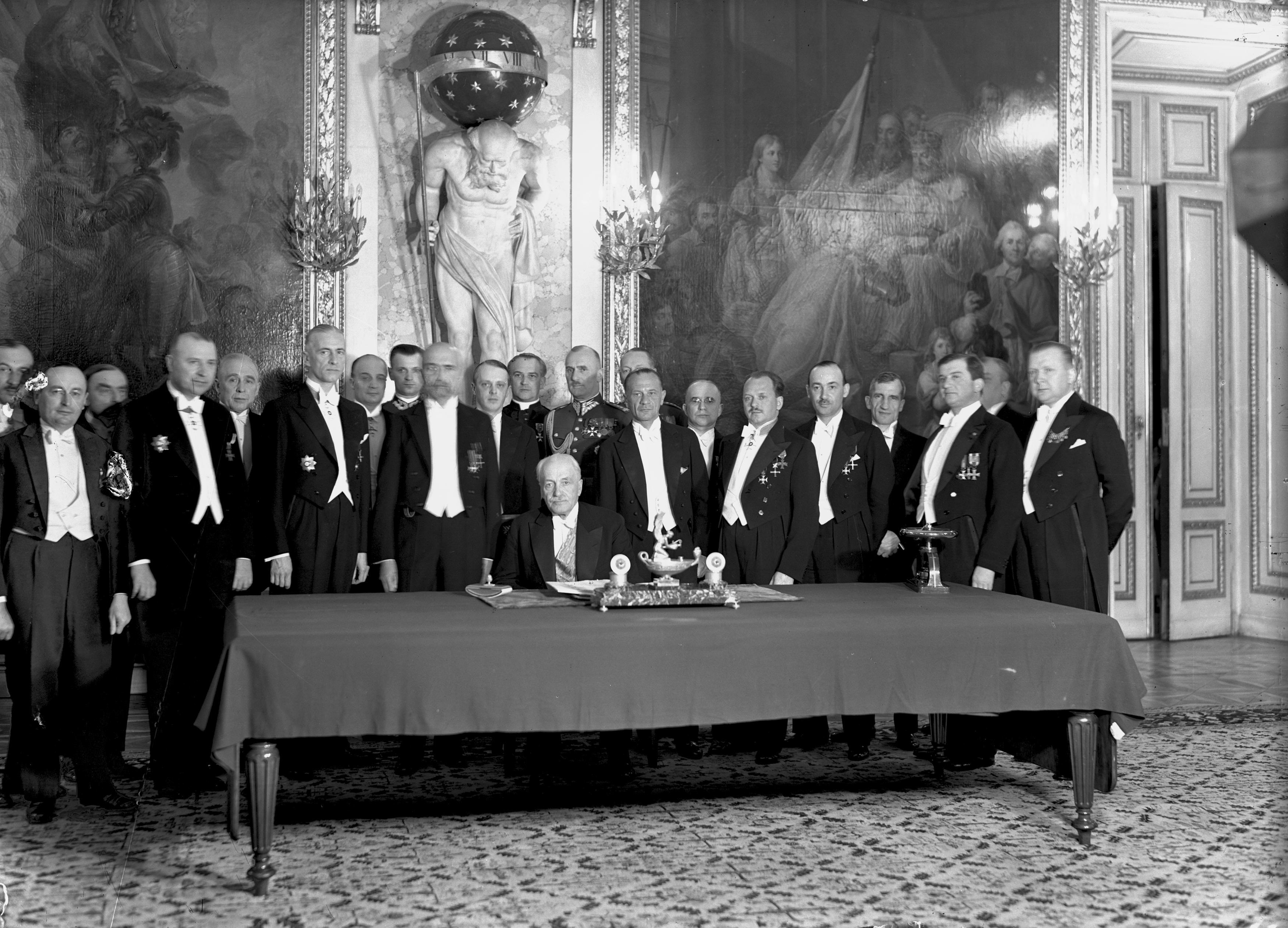
Signature de la Constitution par le président Ignacy Moscicki entouré des membres du gouvernement, dans la salle des chevaliers au château royal, le 23 avril 1935.

La Constitution polonaise d'avril 1935 (en polonais : Ustawa konstytucyjna 23 kwietnia 1935 ou Konstytucja kwietniowa) est une loi constitutionnelle adoptée le 23 avril 1935 par la Diète de Pologne. Elle introduit en Pologne un régime présidentiel autoritaire.
Il est communément admis que la rédaction de la constitution a été fortement influencée par Józef Piłsudski, qui décède, le 12 mai 1935, deux semaines et demi après l'adoption de la constitution.

## Résumé
La loi constitutionnelle introduit l'idée que l'État est un bien commun de tous les citoyens. Elle limite les pouvoirs de la Diète et du Sénat tout en renforçant l'autorité du président de la République de Pologne. C'est lui qui choisit les membres du gouvernement. Il a le droit de révoquer le Parlement avant la fin du mandat, de nommer un tiers des sénateurs. Il a le droit d'émettre des décrets et de mettre son véto aux lois non constructives adoptées par la Sejm. Il est également le commandant en chef de l'armée et l'inspecteur général des forces armées.
Le chapitre II de la nouvelle constitution donne le droit au président de nommer son successeur en cas de guerre. Cette caractéristique a été utilisée comme base juridique pour justifier l'existence du gouvernement polonais en exil pendant et après la Seconde Guerre mondiale. La constitution est officiellement abolie en 1944 par les autorités communistes de Pologne soutenues par l'URSS. Tout en introduisant de nombreuses lois basées sur le système stalinien, la Pologne retourne officiellement à la Constitution de mars.

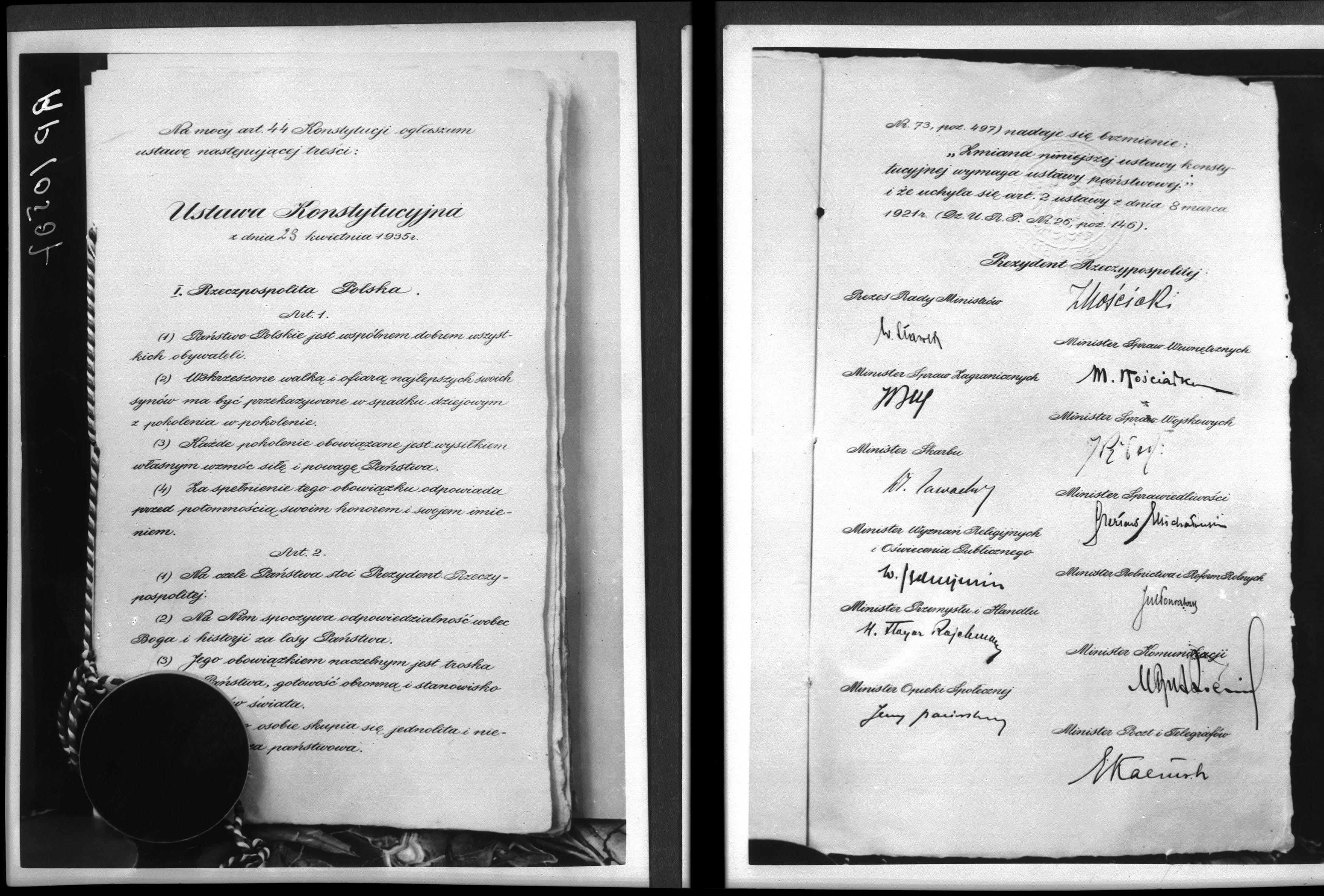
Une copie de la Constitution d'avril, signée par le président Ignacy Moscicki, le maréchal Jozef Pilsudski et Valery Slawekles, membres du gouvernement.

En septembre 1939, après la double invasion allemande et soviétique, le président Ignacy Mościcki se réfugie en Roumanie où il est interné sur pressions allemandes. Le 29 septembre, Mościcki choisit de démissionner et transfère ses pouvoirs au président du Sénat Władysław Raczkiewicz alors réfugié en France. Dès le lendemain le nouveau président de la République, désigne le général Władysław Sikorski comme Premier ministre. Le 19 juin 1940, devant l'intention évidente de la France de signer un armistice avec l'Allemagne, le président de la République et le gouvernement polonais en exil embarquent depuis Saint-Jean-de-Luz pour gagner l'Angleterre et s'installer à Londres afin d'y continuer la lutte.
Dans son manifeste du 22 juillet 1944, le Comité polonais de Libération nationale, formé à l'initiative de l'Union soviétique et de ses partisans polonais, afin d'administrer les territoires polonais, déclare que la Constitution d'avril est illégale. En conséquence le gouvernement polonais en exil devient illégitime. En vertu de la constitution d'avril, il continuera cependant de fonctionner jusqu'en décembre 1990, pour transmettre le pouvoir à Lech Wałęsa, démocratiquement élu président de la République.

## Sources
- (en) Cet article est partiellement ou en totalité issu de l’article de Wikipédia en anglais intitulé « April Constitution of Poland » (voir la liste des auteurs).
- (fr) Le texte complet de la Constitution d'avril sur le site Digithèque MJP

## Référence
1. ↑  Encyclopaedia Universalis
2. ↑  La Constitution démocratique de la Pologne page 209
3. ↑  Une histoire de la Pologne
4. ↑  Musée de la résistance en ligne